# Ґренд-Бей (Алабама)
Ґренд-Бей (англ. Grand Bay) — переписна місцевість (CDP) в США, в окрузі Мобіл штату Алабама. Населення — 3460 осіб (2020).

## Географія
Ґренд-Бей розташований за координатами 30°28′19″ пн. ш. 88°20′40″ зх. д. / 30.47194° пн. ш. 88.34444° зх. д. (30.472082, -88.344401).  За даними Бюро перепису населення США в 2010 році переписна місцевість мала площу 22,53 км², з яких 22,47 км² — суходіл та 0,06 км² — водойми.

## Демографія
Згідно з переписом 2010 року, у переписній місцевості мешкали 3672 особи в 1339 домогосподарствах у складі 1021 родини. Густота населення становила 163 особи/км².  Було 1498 помешкань (66/км²).
Расовий склад населення:
| - 86,9 % — білих - 9,4 % — чорних або афроамериканців - 0,7 % — азіатів - 0,6 % — корінних американців |

До двох чи більше рас належало 1,7 %. Частка іспаномовних становила 2,3 % від усіх жителів.
За віковим діапазоном населення розподілялося таким чином: 23,8 % — особи молодші 18 років, 60,3 % — особи у віці 18—64 років, 15,9 % — особи у віці 65 років та старші. Медіана віку мешканця становила 40,4 року. На 100 осіб жіночої статі у переписній місцевості припадало 98,8 чоловіків;  на 100 жінок у віці від 18 років та старших — 93,5 чоловіків також старших 18 років.
Середній дохід на одне домашнє господарство  становив 64 377 доларів США (медіана — 48 767), а середній дохід на одну сім'ю — 77 305 доларів (медіана — 76 563). Медіана доходів становила 58 958 доларів для чоловіків та 28 638 доларів для жінок. За межею бідності перебувало 6,4 % осіб, у тому числі 4,0 % дітей у віці до 18 років та 12,1 % осіб у віці 65 років та старших.
Цивільне працевлаштоване населення становило 1368 осіб. Основні галузі зайнятості: мистецтво, розваги та відпочинок — 15,7 %, виробництво — 15,1 %, освіта, охорона здоров'я та соціальна допомога — 14,7 %.